# Ptochophyle peristoecha
Ptochophyle peristoecha är en fjärilsart som beskrevs av Louis Beethoven Prout 1925. Ptochophyle peristoecha ingår i släktet Ptochophyle och familjen mätare. Inga underarter finns listade.